# Cerner

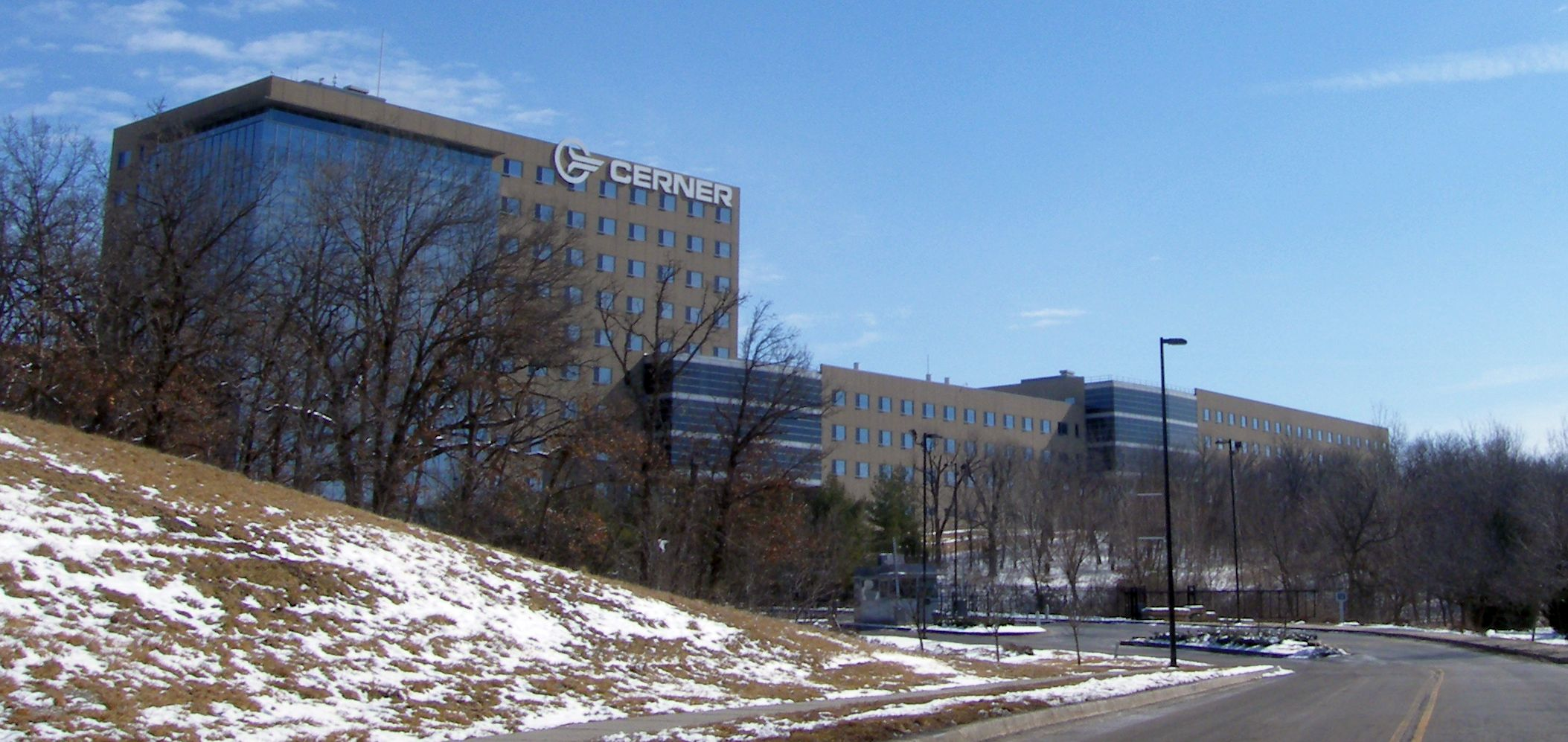
Từ năm 2006 Cerner cũng chiếm lấy cơ sở Marion Laboratories trước đây ở thành phố Kansas

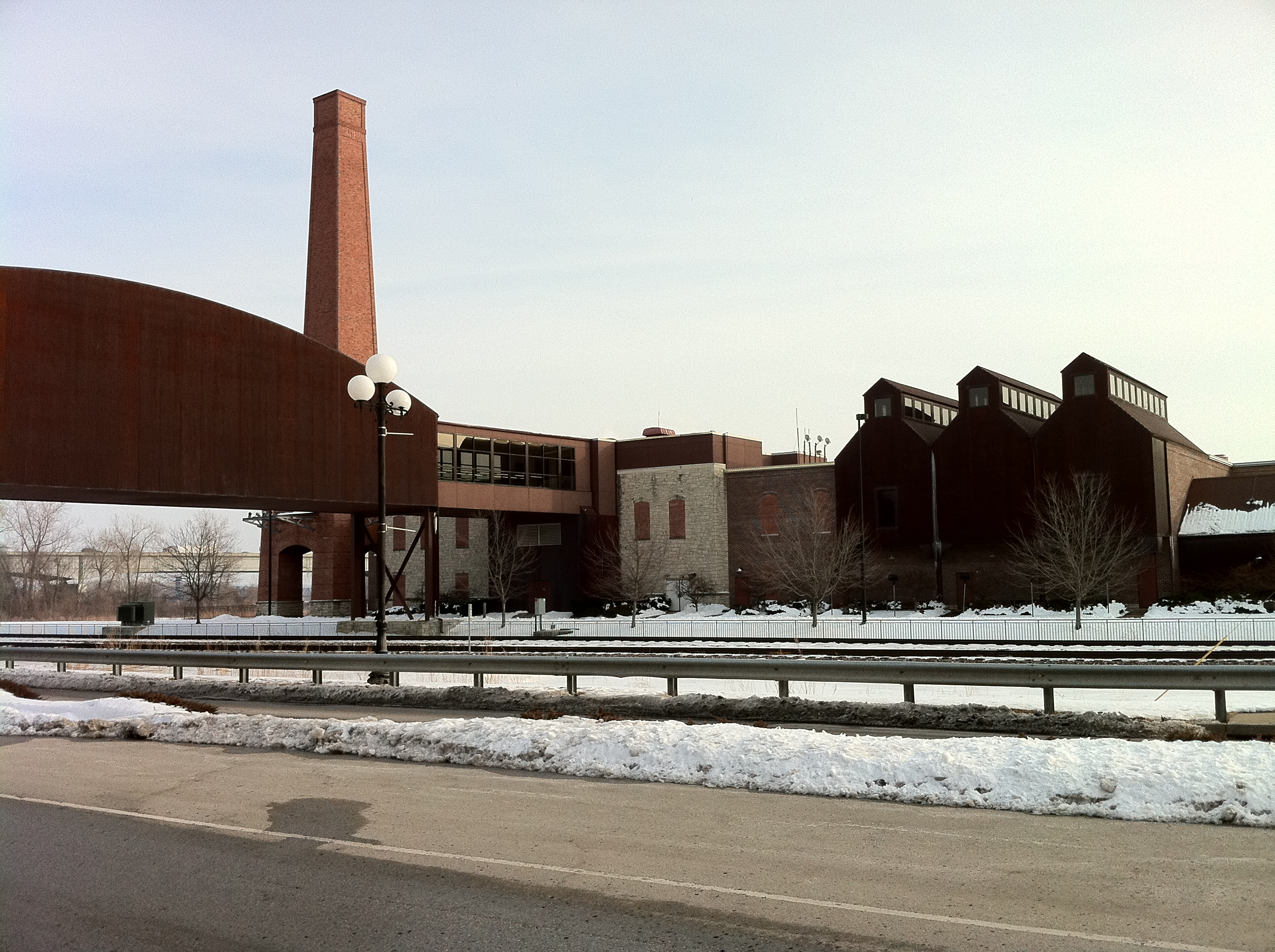
Khu phức hợp Riverport Campus của Cerner

Cerner Corporation là một nhà cung cấp giải pháp công nghệ thông tin y tế, dịch vụ, thiết bị và phần cứng của Hoa Kỳ. Tính đến tháng 4 năm 2015, sản phẩm của họ đã được sử dụng trong khoảng 18.000 cơ sở trên khắp thế giới và công ty có khoảng 22.000 nhân viên trên toàn cầu.

## Lịch sử
Cerner được thành lập vào năm 1979 bởi Neal Patterson, Paul Gorup, và Cliff Illig, là những đồng nghiệp của Arthur Andersen. Tên ban đầu của nó là PGI & Associates nhưng đã được đổi thành Cerner vào năm 1984 khi nó tung ra hệ thống đầu tiên, PathNet. Nó ra mắt công chúng vào năm 1986. Lượng khách hàng của Cerner tăng lên nhanh chóng vào cuối thập niên 1980, đạt tới 70 điểm vào năm 1987, 120 điểm vào năm 1988, 170 điểm vào năm 1989, và tới 250 điểm vào năm 1990.

## Tranh cãi
Năm 2001, một bản ghi nhớ của Giám đốc điều hành Patterson và gửi tới khoảng 400 nhà quản lý đã bị rò rỉ trực tuyến.

## Địa điểm
Cerner có trụ sở chính tại thành phố Kansas, Missouri.
Cerner có văn phòng tại khoảng 25 quốc gia trên thế giới.